# 播磨ヘリポート
播磨ヘリポート（はりまヘリポート）は、兵庫県赤穂郡上郡町の播磨科学公園都市内にかつて存在した公共用ヘリポート。2008年9月25日に廃止された。

## 概要
兵庫県内では神戸ヘリポートに次ぐ2箇所目の公共ヘリポートとして1988年9月から着工し総事業費4億6000万円をかけ1989年7月に完成。重量9トン級までのヘリコプターの発着を可能とし、1.6haの敷地に35m×20mのヘリパッド、3機分のエプロンを備えた。
開設当初は北に400m離れた位置に存在した播磨科学公園都市現地建設事務所に管理機能を置いたが、その後1990年には建設費2億2000万円をかけて円筒形総ガラス張りの展望室を備えた2階建て床面積200平米の管理棟が7月に完成、安藤忠雄が設計を担当した。
2008年の廃止後はサッカーグラウンドに転用されている。

## 利用状況
カワサキヘリコプタシステムにより1994年5月18日から2002年3月31日までの間、神戸ヘリポートとの間の旅客便運行があった。使用機材はカワサキBK-117B-1型。